# Pentacladia eques
Pentacladia eques är en stekelart som först beskrevs av Alexander Henry Haliday 1862.  Pentacladia eques ingår i släktet Pentacladia och familjen hoppglanssteklar. Inga underarter finns listade i Catalogue of Life.